# Церковь Троицы Живоначальной (Гостилицы)
Церковь Троицы Живоначальной (Троицкая церковь) — действующий православный храм Гатчинской епархии Русской православной церкви в деревне Гостилицы Ломоносовского района Ленинградской области. Церковь построена в середине XVIII века.
Памятник архитектуры федерального значения, охраняется государством.

## История и архитектура
Предшественницей Троицкого храма была деревянная церковь, появившаяся при Минихе, которому гостилицкое имение было пожаловано Петром I. Находилась она в помещичьем саду. Церковь считалась домовой, а приходская же располагалась в соседних Дятлицах.
Каменная церковь Святой Троицы была построена в 1755—1764 годах на территории усадьбы, принадлежавшей теперь уже Кириллу Разумовскому, генералу-фельдмаршалу и последнему гетману Войска Запорожского. Предположительно архитектором выступил А. В. Квасов.
Здание церкви с архитектурной точки зрения представляет собой произведение переходного периода. Сдержанность облика содержит приметы, предвосхищавшие классицизм. Например, свободно стоящие портики с треугольными фронтонами, крупные арочные проёмы второго яруса без наличников, круглые в плане барабан и колокольня. Они были соединены с такими барочными элементами, как закругления углов здания, обработанных рустованными лопатками, фигурные наличники окон первого яруса, люкарны в куполе колокольни. Эффект сочетания разнохарактерных элементов и объёмов придал постройке рельефность и живописность. Облик небольшого храма соответствовал понятию сельского.
Церковь была освящена 1764 году. Однопрестольный храм получил форму креста. На кровле установили круглый купол и на нём главу с железным вызолоченным крестом. Над притвором — каменную восьмигранную колокольню, обшитую железом и увенчанную шпилем с крестом. Потолок в церкви был устроен сводами, опирающимися на шестигранные колонны. Иконостас — деревянный, царские врата — резные, вызолоченные.
Троицкая церковь была домашней для владельца имения, став приходской лишь в дальнейшем. На протяжении последующего столетия в храме неоднократно делались изменения. Например, до 1830-х годов «почти посреди храма к северной стороне его было устроено по шести деревянных полок, куда прихожане ставили свои иконы и пред ними молились, зажигая свечу каждый перед своей иконой». Впоследствии эти полки были уничтожены по приказу благочинного. В этом храме любила молиться дочь Николая I великая княгиня Мария Николаевна, герцогиня Лейхтенбергская, президент Академии художеств.
При церкви находились два дома: каменный для священника и деревянный — для псаломщика и просвирни. С 1870 года при церкви было открыто церковно-приходское попечительство.
К 1883 году в приходе числилось 1098 прихожан мужского пола и 1191 прихожан женского пола. К церкви относились три школы: две в Гостилицах и одна в Мишелове.
В 1908 году в церкви было решено провести ремонт и поднять полы в амвоне, для этого требовалось бы разобрать старый иконостас. Тогда делом занялся член императорского Русского археологического общества Владимир Суслов. При его участии удалось остановить работы и замену иконостаса, признав его «имеющим решительное художественное достоинство и гармонирующим с архитектурою всего храма».
В 1939 году церковь закрыли. Все хозяйство при храме было национализировано и приспособлено под нужды организованного на месте усадьбы совхоза «Красная Балтика». В доме священника разместилась совхозная администрация, а в храме был устроен овощной склад. В сентябре 1941 года Гостилицы оказались в оккупации. Здесь разместилась немецкая воинская часть, а храм был приспособлен под конюшню, на смену которой затем пришёл офицерский клуб. В этот период исчез и обладавший художественной ценностью иконостас. После войны храм оставался в полуразрушенном состоянии впоть до распада СССР.
В 1994 году здание возвращено верующим. Богослужение возобновились в 1995 году. Позднее удалось восстановить внешний облик здания, внутреннее убранство, провести реконструкцию храма. Восстановлением занимался священник Викторин Кадников.
2 октября 2014 года епископ Гатчинский и Лужский Митрофан (Осяк) совершил чин великого освящения храма Святой Живоначальной Троицы в деревне Гостилицы и Божественную Литургию в новоосвященном храме.

## Галерея
- Троицкая церковь в 1995 году, до восстановления
- Храм после проведения первых ремонтных работ в 2003 году
- Восстановленная церковь в 2014 году
- Вид на храм зимой, 2012 год.